# Sentinel 2A
Sentinel 2A – satelita Europejskiej Agencji Kosmicznej, wchodzący w skład konstelacji satelitów obserwacji Ziemi w ramach programu Copernicus, pierwszy satelita serii Sentinel 2. Satelita przekazuje informacje istotne m.in. dla rozwoju rolnictwa i leśnictwa. Głównym celem satelity jest systematyczne fotografowanie powierzchni Ziemi od szerokości geograficznej 86° N do 56° S w celu przekazywania bezchmurnych obrazów danego obszaru, typowo co 15-30 dni w przypadku Europy.
Głównym instrumentem satelity jest 13-kanałowy skaner wielospektralny o rozdzielczości od 10 do 20 m i szerokości pasa detekcyjnego 290 km.
Za budowę satelity odpowiedzialna była firma Astrium (obecnie część koncernu Airbus), we współpracy z podwykonawcami: Boostec (odpowiedzialny za budowę instrumentów optycznych), Jena-Optronik (układ elektryczny oraz systemy przetwarzania obrazu i kompresji danych), CASA (system kontroli termicznej satelity), Sener (mechanizm kalibracji urządzeń). Kontrakt na budowę satelity, wart 195 milionów euro, zawarto w kwietniu 2008.

## Przebieg misji
Satelita został wyniesiony na orbitę 23 czerwca 2015 o 01:51 UTC przy użyciu rakiety Vega startującej z Gujańskiego Centrum Kosmicznego. O 02:46 UTC nastąpiło oddzielenie satelity od górnego stopnia rakiety. Pierwsze zdjęcia z satelity odebrano około 100 godzin po starcie, przedstawiały one obszar od Półwyspu Skandynawskiego poprzez Europę Środkową aż do Algierii. W październiku 2015 został włączony do czynnej służby.
Pomiędzy 20 a 23 stycznia 2017 dane zebrane przez skaner satelity zostały utracone wskutek błędnego planowania zadań dla satelity.